# Sudeste Piauiense
Sudeste Piauiense è una mesoregione del Piauí in Brasile.
È una suddivisione creata puramente per fini statistici, pertanto non è un'entità politica o amministrativa.

## Microregioni
È suddivisa in 3 microregioni:
- Alto Médio Canindé
- Picos
- Pio IX